# Chalet Rovira

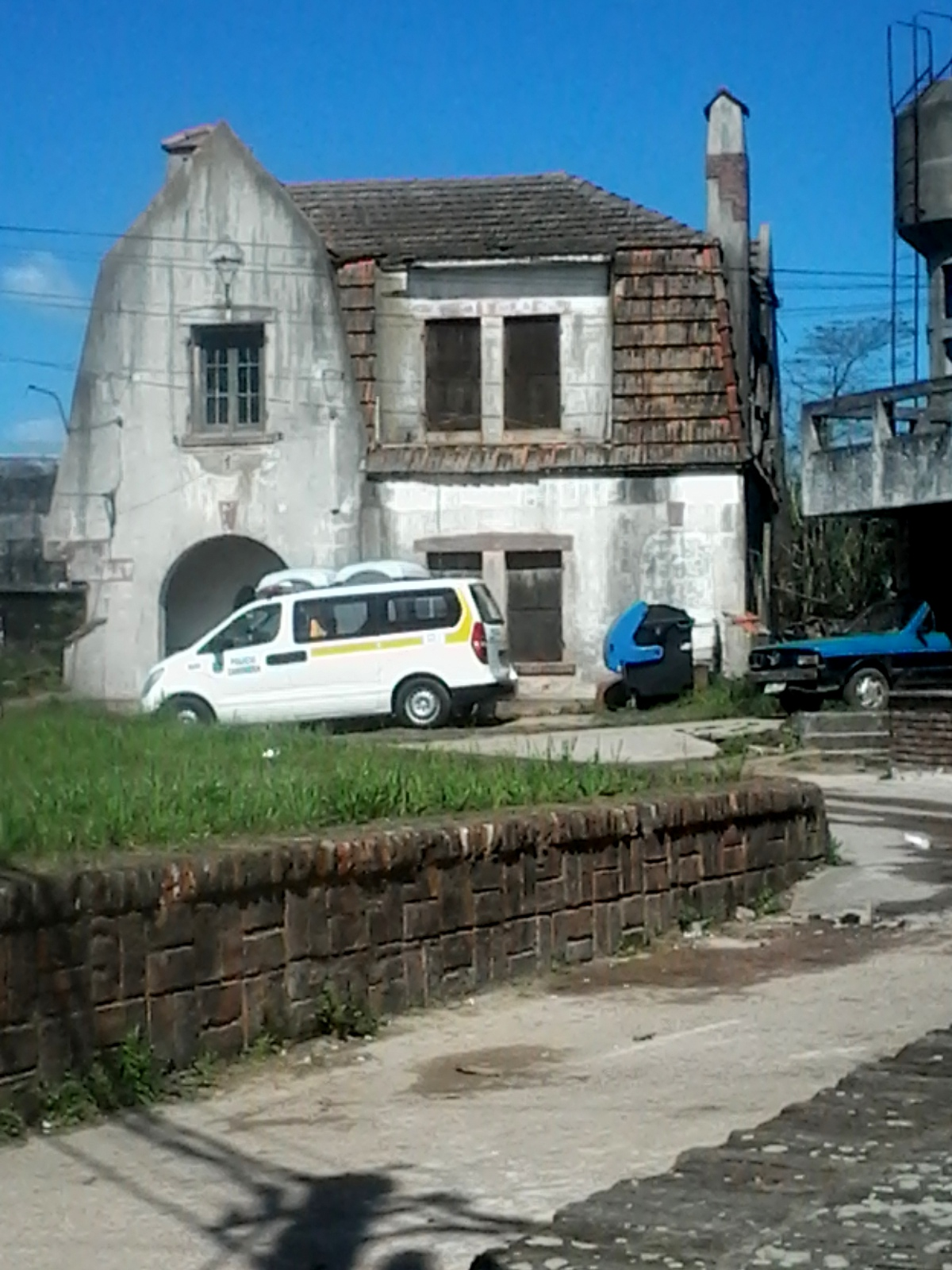
Ubicado en Barros Blancos

Chalet Rovira o Castillo es un edificio histórico ubicado en la ciudad de Barros Blancos, a la altura del km 26 sobre ruta nacional n° 8.

## Ubicación
El Chalet Rovira se encuentra ubicado en Barros Blancos, ciudad del departamento de Canelones, Uruguay. A dicha ciudad en 1976 se le había dado el nombre de Capitán Juan Antonio Artigas, pero en 2007 se le devolvió el nombre original.

## Antecedentes
El nombre de Barros Blancos se origina a principios del siglo XX, cuando las carretas que circulaban por los caminos de esa localidad dejaban sus huellas blancas por el tipo de tierra que posee el suelo allí. En aquel entonces, era común que quienes realizaban estos viajes hacia el vecino departamento de Lavalleja, dijeran "voy a cruzar los barros blancos".
El 12 de julio de 2006 se presenta un proyecto parlamentario para que la ciudad vuelva a adquirir el nombre oficial de "Barros Blancos". En el proyecto se reafirma su condición de ciudad y en la exposición de motivos se declara que el área de influencia de la ciudad tiene una población algo superior a los 13 000 habitantes. El 5 de junio de 2007 el parlamento sanciona la ley número 18136 para publicarla el día 11 de ese mes en la cual consta la modificación del nombre de la ciudad Capitán Juan Antonio Artigas por el de Barros Blancos.
La ciudad de Barros Blancos cuenta con servicio policial, atención médica, plaza de recreación, centros educativos, comisión de fomento, entre otros. 

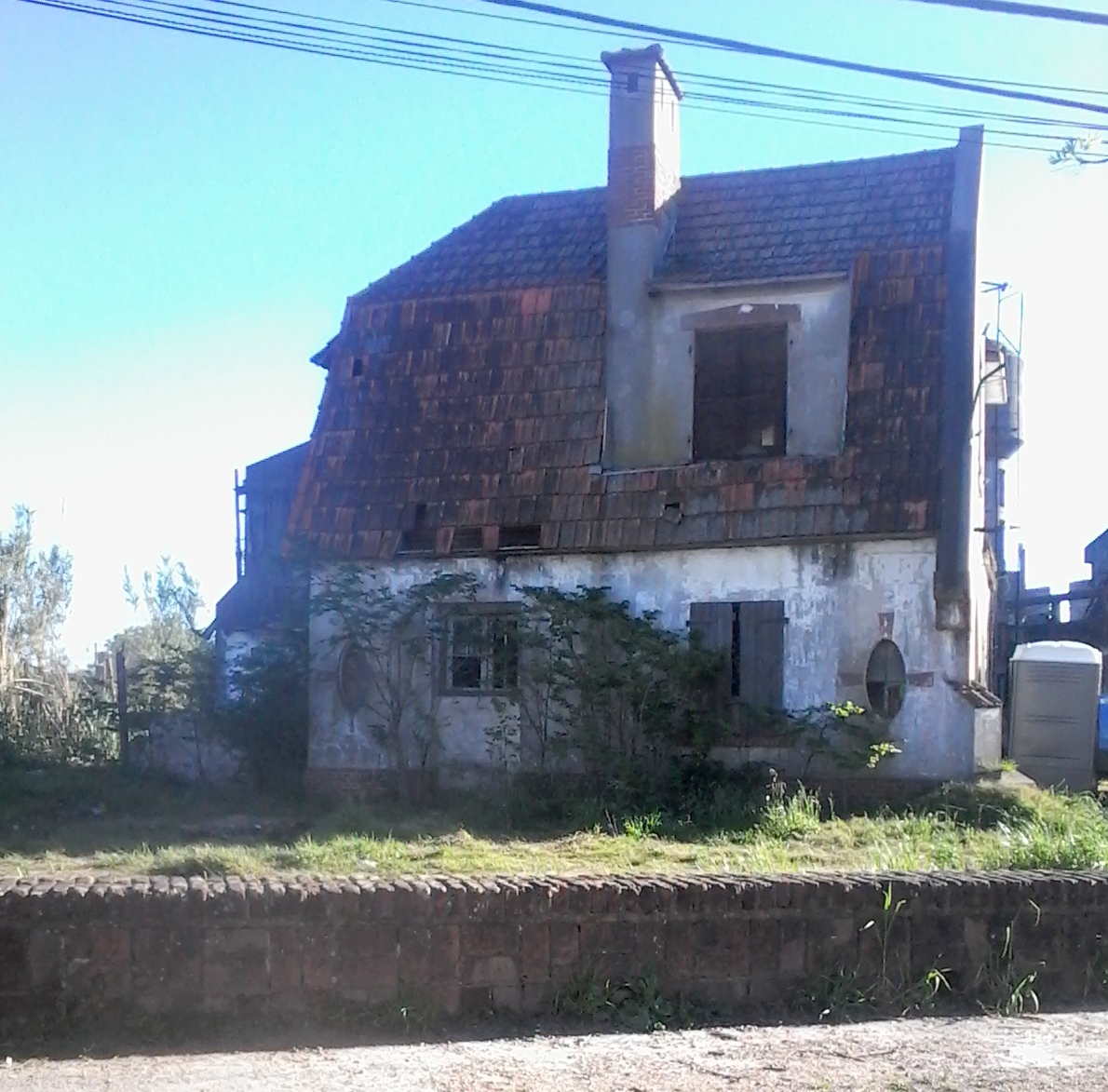
Foto apreciada desde el costado del Chalet, apreciándose el estado en el cual se encuentra y su estructura física

## Historia
Es una importante construcción familiar de dos plantas. Primeramente fue propiedad de la familia Rovira y después de la familia Roubeaud. Está Construido en un predio de más de una hectárea y claramente destacable desde la ruta, hoy ruta nacional Nº 8, otro camino a Maldonado. 
En el año 1952 comienzan en la ciudad de Barros Blancos los fraccionamientos y venta de solares extendiéndose rápidamente a las zonas vecinas, incluyendo muchos de los predios ocupados por estas residencias de verano. Así, el Chalet, fue cedido al Estado como parte de los espacios libres establecidos como obligatorios para los nuevos fraccionamientos por las disposiciones vigentes en la época.
Permaneció algún tiempo cerrado y con la creación de la Comisión de Fomento de Barros Blancos se le concede la posibilidad de utilizarlo para sus reuniones. Poco tiempo después, a comienzos de 1962, la Comisión crea la primera policlínica médica para los habitantes de la ya poblada zona, instalada en el chalet.
Seguidamente allí también estuvo la seccional 25a de Barros Blancos, hasta que la misma se traslada para el previo ubicado a la derecha de dicha casona.
Hasta 2009 la propiedad se encontraba cerrada para toda persona ajena y funcionaba como depósito de objetos hurtados decomisados por la comisaría. En ese año pasó de nuevo a ser propiedad de la Intendencia de Canelones, que comenzó su restauración con el fin de abrir un centro cultural que fue inaugurado el 23 de octubre de 2019.